# 校园开放日

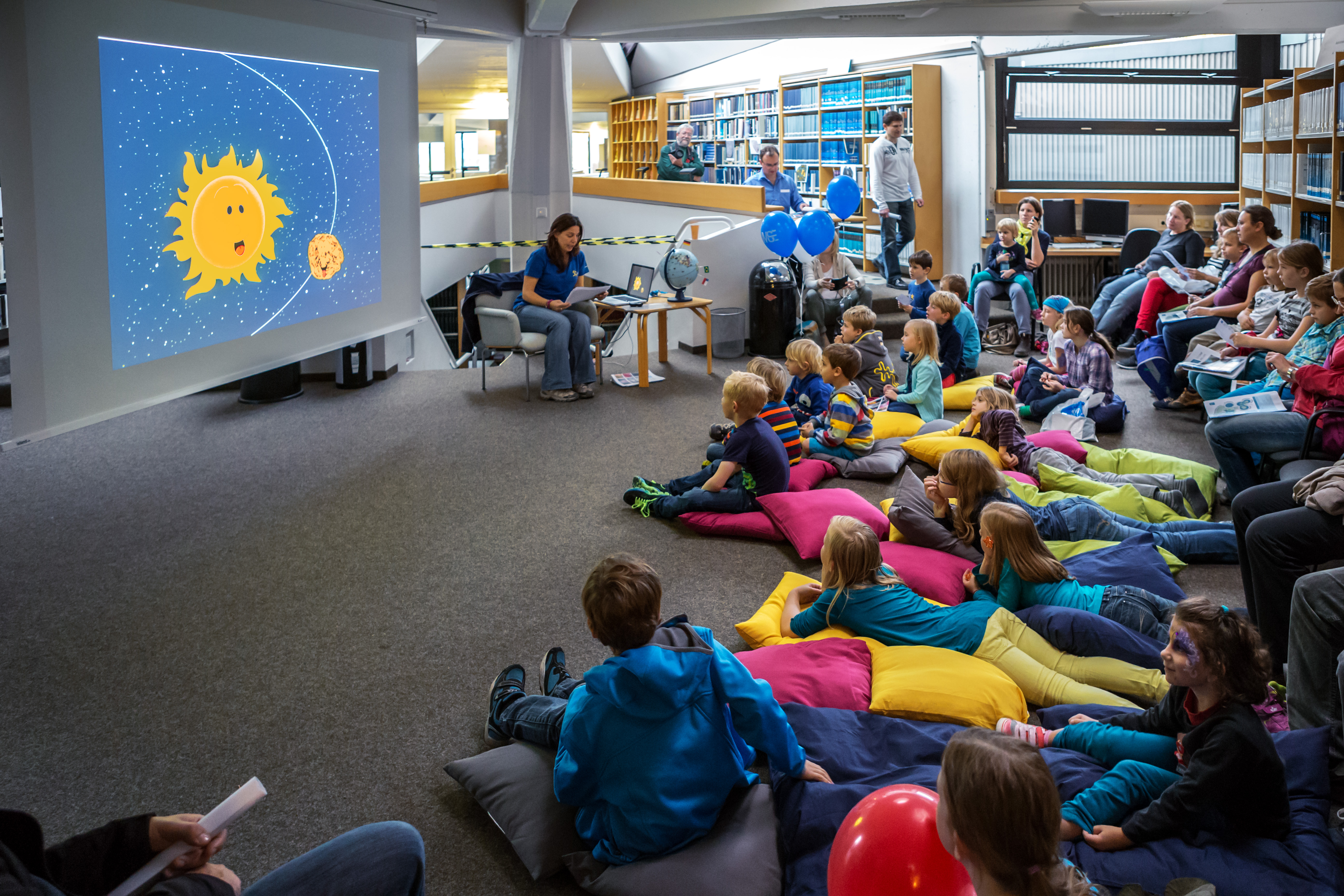
校园开放日

校园开放日是学校举办的一種活动，該活動舉辦當天，学校向学生家長敞开大门，学生家長可以來学校参观并了解学校的情况。學校開放的目的是吸引潛在的學生來學校了解情況，最終讓這些潛在學生轉化成學校的學生。學生家長來學校場館期間會和學校工作人員交談，家長也有可能留下自己的聯繫方式。  有地方規定校园开放日並不是招生或報名活動，学校不能收取学生的简历等材料，也不能举行考試或面试。